# Kneževina Svanetija
Kneževina Svanetija, (gruz. სვანეთის სამთავრო, svanetis samtavro) je bila mala kneževina (samtavro)  na Velikom Kavkazu, koja je nastala nakon raspada Kraljevine Gruzije u kasnom 15. stoljeću. Njome su sukcesivno vladale kuće Gelovani i Dadeškeliani, a Ruskom carstvu je pripojena 1858. godine.
Svanetija se nalazi u sjeverozapadnom dijelu Gruzije, s južne strane planine Elbrus. Od 1008. do 1463. godine bila je vojvodstvo (saeristavo) u sastavu bagratidskog Kraljevstva Gruzije, a njome su prvo vladali članovi kuće Vardanisdze (od kasnog 11. do 14. stoljeća), a potom Gelovani na naposljetku Dadeškeliani. Nakod raspada Gruzije u 1460-ima, dijelovi Svanetije pripadaju trima kraljevinama: Kahetiji, Kartliji i Imeretiji, te nekim regionalnim kneževinama i feudalnim enklavama.
Niz osmanskih provala i građanskih sukoba u zapadnoj Gruziji, rezultirao je prekidom komunikacije planinskih predjela, te ono postaje sve više izolirano. U Svanetiji, srednjovjekovni feudalni sustav se urušio, a nekoć cvatuća regionalna pravoslavna kultura došla je do točke opadanja, pa čak i preokreta nekim poganskim praksama. Gorštaci iz Svanetije ukopali su se u svoja teško pristupačna mjesta s obrambenim kulama, i samo su pasivno sudjelovali u metežu koji je ispunio Gruziju, do dovodi do relativnog nedostatka pisanih zapisa o Svanetiji iz tog vremena. Njihovi odnosi sa susjedima s druge strane Kavkaza (Kabardino-Balkarija i Balkarci) bili su često neprijateljski, iako je bilo uobičajeno trgovanje među plemićkim obiteljima miješanih brakova.
Između 17. i 19. stoljeća, Svanetija je podijeljena na tri politička subjekta: prvo, Donja Svanetija u dolini gornjeg toka rijeke Chenisckali, postupno se podvrgava knezovima Dadiani od Megrelije. Druga, Gornja Svanetija, koja leži u gornjem toku rijeke Enguri, za čiju su se nadzor borile obitelji Ričgviani i Dadeškeliani, pripala je potonjoj, koja je uspostavila svoju vlast na terotoriju zapadno od Engurija (Dadeškelijanska Svanetija). Zajednice na istoku Engurija su se odcjepile i organizirale konfederaciju, koja je bila lišena bilo kakve centralne vlasti, a bila je poznata kao Slobodna Svanetija.
U 1820.-im, Kneževina Svanetija se razdvaja u dvije, kao rezultat krvne osvete između suparničkih grana Dadeškelianija. Kroz posredovanje knezova Megrelije, obje grane prihvaćaju nominalno rusku suverenost 1833. godine, što čini i Slobodna Svanetija 1840. godine. Ipak, nastavili su samostalno voditi svoje poslove i nisu dozvolili ruskim dužnosnicima ili crkvenim misijama djelovanje na tom području do kasnih 1840.-ih. Dinastički razdori unutar Dadeškelijana, njihov prkos prema ruskoj vlasti, kolebanje tijekom Krimskog rata (1854. – 1856.) doveli su do izravne ruske intervencije. Godine 1857., princ Aleksandar Barjatinski, kavkaški ban, naredio je da se Svanetija pokori oružanom silom.  Vladajući knez Svanetije, Konstantin Dadeškeliani, odlučio je pregovarati, ali je izgnan u Erevan. U 1858. godini, kneževina je ukinuta i pretvorena u okrug kojim je upravljao pristav, službenik imenovan s ruske strane. Nekoliko članova obitelji Dadeškeliani je protjerano u udaljene ruske provincije, a oni koji su ostali u Gruziji, lišeni su bilo kakvih ovlasti.